# Nanamonodes albilinea
Nanamonodes albilinea är en fjärilsart som beskrevs av George Francis Hampson 1914. Nanamonodes albilinea ingår i släktet Nanamonodes och familjen nattflyn. Inga underarter finns listade i Catalogue of Life.